# Lamprotes c-aureum
Lamprotes c-aureum là một loài bướm đêm trong họ Noctuidae.

## Hình ảnh

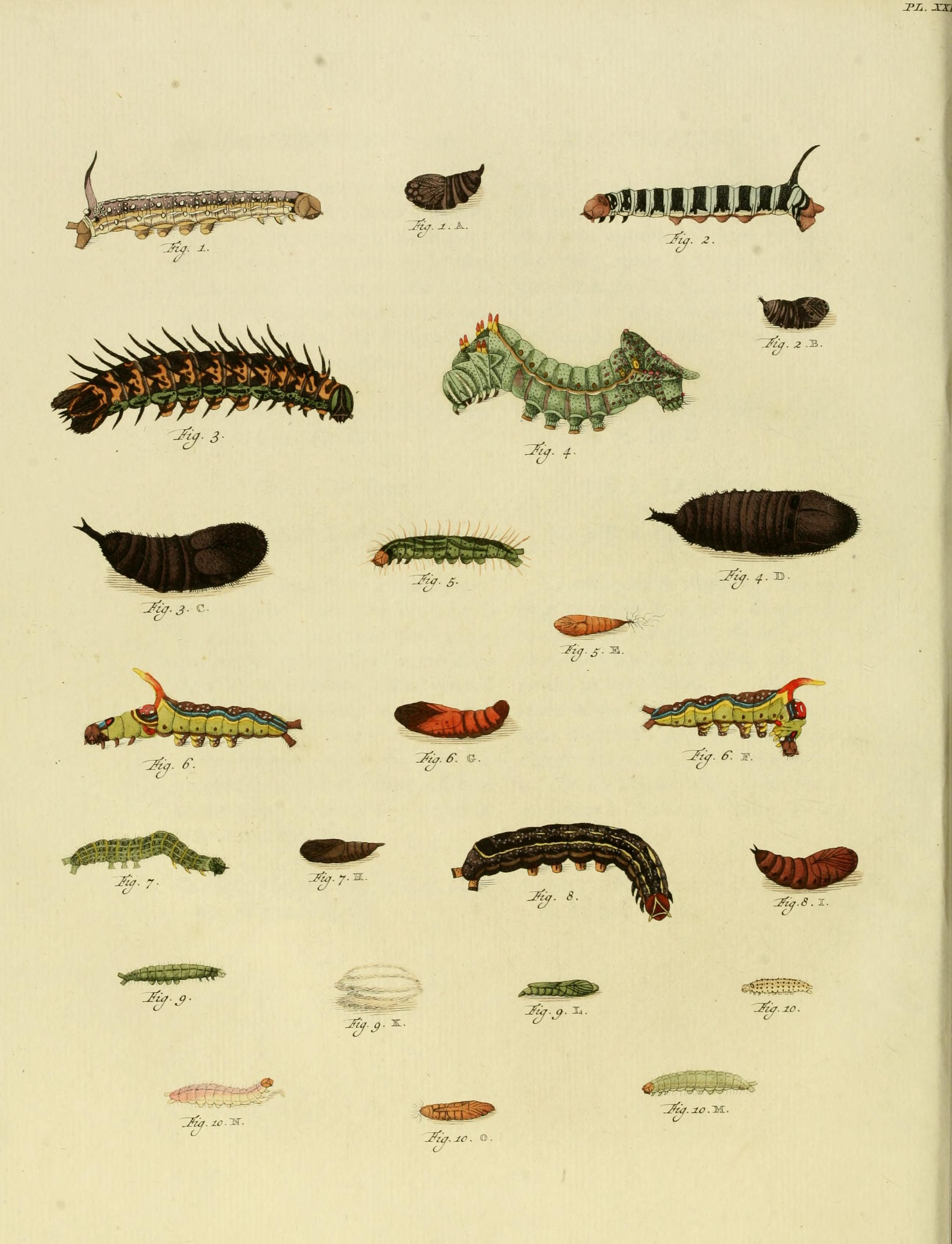
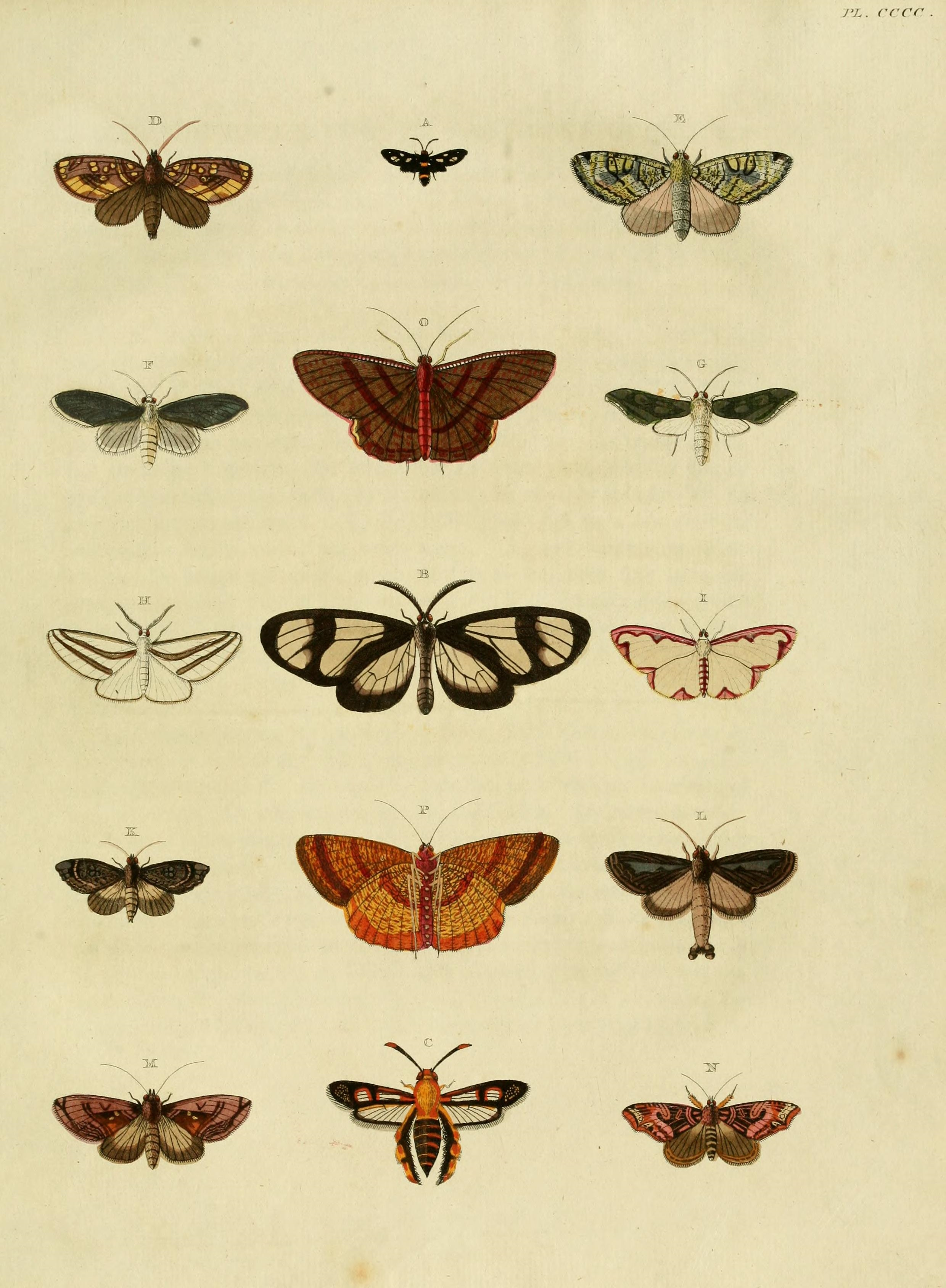
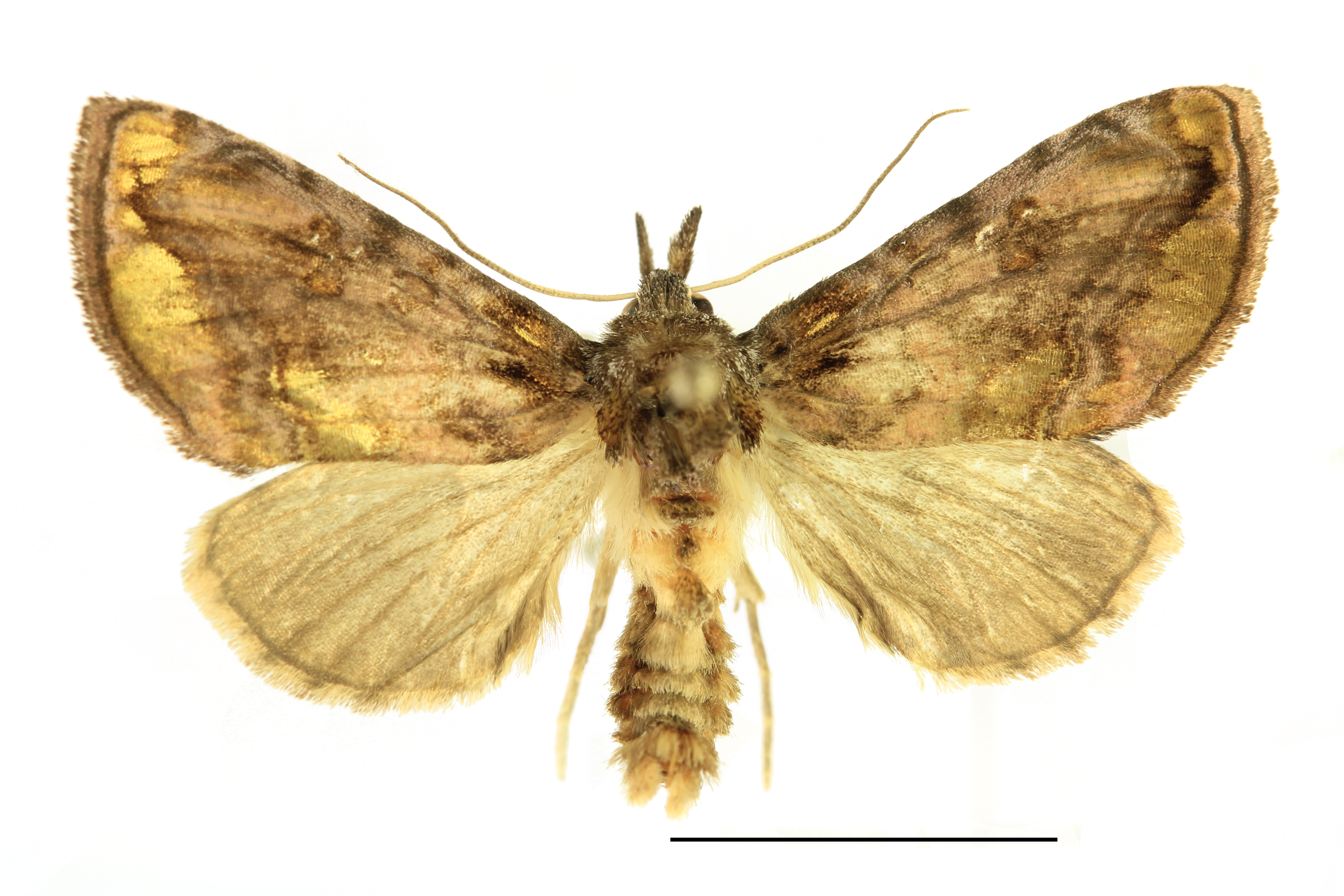